# Watch Valley
Das Watch Valley erstreckt sich entlang des Schweizerischen Jurabogens von Genf bis Basel. Seit dem 15. Jahrhundert ist das Watch Valley ein Zentrum der Uhrenherstellung. Die Route de l’Horlogerie ‚Uhrmacherstraße‘ im Watch Valley umfasst 36 Stationen rund um die Uhrenherstellung.
Das Watch Valley wurde amtlich vom Schweizer Tourismus anerkannt.